# Liste des épisodes de K
Cet article regroupe la liste des épisodes de l'anime K.

## Synopsis
Dans un Japon où sont implantés différents clans aux pouvoirs particuliers, l'équilibre et l'entente entre ces derniers est très fragile. C'est dans ce climat délicat que survient le meurtre de l'un des membres du clan Rouge, réputé pour être quelque peu violent.
Yashiro Isana, surnommé Shirô, est un étudiant plutôt banal. Bien qu'il n'a pas d'ami proche, il est très populaire sur le campus de Ashinaka High School, où il étudie.
Mais cette tranquillité n'est que de courte durée. Alors qu'il a été envoyé faire une course dans Tôkyô par une de ses camarades de classe, Shirô se retrouve ciblé par le clan Rouge qui semble vouloir sa peau. Et ce ne sont visiblement pas les seuls. Shirô ne comprend pas ce qu'il lui arrive jusqu'à ce qu'une étrange vidéo soit diffusée. Une vidéo où on le voit assassiner un membre du Clan Rouge, avant de se donner le titre de "Septième Roi".

## Liste des épisodes

### Saison 1
Chaque titre d'épisode - écrit en anglais, - débute par la lettre K.
| No | Titre             | Date de 1re diffusion |
| -- | ----------------- | --------------------- |
| 01 | Knight            | 5 octobre 2012        |
| 02 | Kitten            | 12 octobre 2012       |
| 03 | Kitchen           | 19 octobre 2012       |
| 04 | Knock-on effect   | 26 octobre 2012       |
| 05 | Knife             | 2 novembre 2012       |
| 06 | Karma             | 9 novembre 2012       |
| 07 | Key               | 16 novembre 2012      |
| 08 | Kindling          | 23 novembre 2012      |
| 09 | Knell             | 30 novembre 2012      |
| 10 | Kaleidoscope      | 7 décembre 2012       |
| 11 | Killer            | 14 décembre 2012      |
| 12 | Adolf K. Weismann | 21 décembre 2012      |
| 13 | King              | 28 décembre 2012      |

### Saison 2
| No | Titre        | Date de 1re diffusion |
| -- | ------------ | --------------------- |
| 01 | Knave        | 3 octobre 2015        |
| 02 | Kindness     | 10 octobre 2015       |
| 03 | Kismet       | 17 octobre 2015       |
| 04 | Knot         | 24 octobre 2015       |
| 05 | Ken          | 30 octobre 2015       |
| 06 | Keeper       | 6 novembre 2015       |
| 07 | Kickdown     | 13 novembre 2015      |
| 08 | Kaput        | 20 novembre 2015      |
| 09 | Kid's room   | 27 novembre 2015      |
| 10 | Keystone     | 4 décembre 2015       |
| 11 | Kali-Yuga    | 11 décembre 2015      |
| 12 | Knuckle bump | 18 décembre 2015      |
| 13 | Kings        | 25 décembre 2015      |

## Doublage[3]
- Daisuke Namikawa : Yashiro Isana
- Daisuke Ono : Kuroh Yatogami
- Mikako Komatsu : Neko
- Kenjiro Tsuda : Mikoto Suoh
- Takahiro Sakurai : Izumo Kusanagi
- Jun Fukuyama : Misaki Yata
- Yui Horie : Anna Kushina
- Yūichi Nakamura : Rikio Kamamoto
- Tomokazu Sugita : Reisi Munakata
- Mamoru Miyano : Saruhiko Fushimi
- Miyuki Sawashiro : Seri Awashima
- Yūki Kaji : Tatara Totsuka
- Satomi Satō : Kukuri Yukizome
- Shōzō Iizuka : Daikaku Kokujoji
- Tetsuya Kakihara : Adolf K. Weismann et Le Roi sans couleur

## Musiques
L'opening de la première saison, intitulé KINGS, est interprété par Angela.
L'ending de la première saison, intitulé Tsumetai Heya, Hitori, est interprété par Mikako Komatsu. L'épisode 6 a un ending spécial: intitulé Circle of Friends, il est interprété par Yūki Kaji (chanté dans l'anime par Tatara Totsuka. L'ending se compose d'ailleurs de photos relatant des moments entre les membres d'Homra avant la mort de Tatara). L'épisode 13 a un ending spécial: intitulé To be With U!, il est interprété par Angela.
À la fin de chaque épisode, une chanson différente est jouée lors des previews du prochain. Chacune est interprétée par les propres seiyū de l'anime et correspond à un personnage précis.
- Épisode 1 : HAPPY DAYS?,  Daisuke Namikawa (Yashiro Isana).
- Épisode 2 : Legend Kitchen, Daisuke Ono (Kuroh Yatogami).
- Épisode 3 : Neko no Uta, Mikako Komatsu (Neko).
- Épisode 4 : I Beg Your Hate, Mamoru Miyano (Saruhiko Fushimi).
- Épisode 5 : Wild Crow, Jun Fukuyama (Misaki Yata).
- Épisode 6 : Neko no Uta, Mikako Komatsu (Neko).
- Épisode 7 : Blue Defense Samurai Poetry, Tomokazu Sugita (Reisi Munakata).
- Épisode 8 : Heart in Blue, Miyuki Sawashiro (Seri Awashima).
- Épisode 9 : Shape of the Flame, Yui Horie (Anna Kushina).
- Épisode 10 : Stand in the Wilderness, Kenjiro Tsuda (Mikoto Suoh).
- Épisode 11 : Tales of Black Dog, Daisuke Ono (Kuroh Yatogami).
- Épisode 12 : Tales of Hermit, Daisuke Namikawa (Yashiro Isana).